# Trifonia Melibea Obono
Trifonia Melibea Obono Ntutumu Obono (nascida em 27 de novembro de 1982) é uma romancista, cientista política, acadêmica e ativista LGBT da Guiné Equatorial. Seu romance La Bastarda é o de uma escritora de seu país a ser traduzido para o inglês.

## Carreira acadêmica
Obono tem diploma em ciência política e jornalismo pela Universidade de Múrcia na Espanha e um mestrado em desenvolvimento internacional.  Ela é professora no Departamento de Ciências Sociais da UNGE (Universidade Nacional da Guiné Equatorial) em Malabo,  além de lecionar desde 2013 no Centro de Estudos Afro-Hispânicos da UNED (Universidade Nacional de Educação à Distância).  Atualmente, ela está estudando para um doutorado na Universidade de Salamanca examinando o gênero e a igualdade.  Obono escreve sobre a visualização das vidas de mulheres falantes de espanhol em África através das perspectivas pós-coloniais e africanas. 

## Carreira literária
Obono já publicou quatro romances em espanhol: Las mujeres hablan mucho y mal (2019), La albina del dinero (2017), Yo no quería ser madre (2016), e La Bastarda (2016). Todas as obras lidam com os temas de direitos das mulheres, gênero e sexualidade. Obono tem sido considerada uma das escritoras mais corajosas devido ao seu enfrentamento dessas questões. O seu trabalho também se preocupa com os legados da colonização espanhola em África e é uma especialista na história da "Guiné Espanhola". O seu trabalho faz uma contribuição importante para as culturas negras africanas, hispano-falantes e atlânticas.
La Bastarda é o primeiro romance de uma mulher da Guiné Equatorial a ser traduzido para o inglês.  Devido a sua protagonista lésbica, o livro actualmente está proibido na Guiné Equatorial. Traduzido por Lawrence Schimel, um excerto está incluído na antologia de 2019 New Daughters of Africa (editada pela Margaret Busby ). 

### Ativismo LGBTQ+
Obono trata francamente das questões de direitos humanos LGBTQ+ na Guiné Equatorial.  Ela usa seu trabalho literário como ativismo: ao escrever sobre personagens LGBTQ+, ela propicia a representação para outres que não são heterossexuais. Ela escreveu sobre os tabus que reprimem a discussão da homossexualidade no seu país e usa sua plataforma global para expô-los como falsos.  Obono é bissexual. 

### Prêmios
- 2019 - Prêmio de Iniciativa de Literatura Global nas Bibliotecas [19]
- 2019 - Prémio da Mulher Ideal (Guiné Equatorial) [20]
- 2018 - Prémio Internacional de Literatura Africana [21]